# V450 Aquilae
Désignations
V450 Aquilae est une étoile variable semi-régulière de la constellation de l'Aigle. Située à environ ∼ 660 a.l. (∼ 202 pc), elle brille avec une luminosité d'environ 2 172 fois celle du Soleil et a une température de 3 326 K.